# Newsmonkey
Newsmonkey is een Belgische Nederlands- en Franstalige sociale nieuwswebsite voor 18 tot 34-jarigen die sterk inzet op native advertising. Newsmonkey maakt deel uit van MediaNation, in handen van Paul Gheysens.

## Geschiedenis

### Opstart
Op 12 november 2013 lanceerden Mick Van Loon (voormalig hoofdredacteur van HLN.be), Wouter Verschelden en Patrick Van Waeyenberge (voormalig directeur van De Persgroep) een website voor populair nieuws en achtergrondverhalen met een focus op sociale media. Samen met digitale ondernemers zoals Lorenz Bogaert en Toon Coppens (oprichters van Netlog.com) verzamelden de oprichters 1 miljoen euro startkapitaal. Via het crowdfundingsplatform MyMicroInvest kwam daar 315 000 euro bovenop en op 14 januari 2014 ging newsmonkey.be online.
Newsmonkey startte met zeventien werknemers onder wie negen journalisten. De website is gratis en de inkomsten komen uit advertenties. In februari 2014 waren er 12 000 unieke bezoekers per dag. In mei 2014 begint Newsmonkey met native advertising.

### Crowdfunding
In mei 2015 werf Definitive Groove, de vennootschap achter Newsmonkey, na een kapitaalsverhoging op 20 euro per aandeel gewaardeerd. In juni 2015 lanceerde newsmonkey.be een Franstalige versie om tegemoet te komen aan de vraag naar native advertising in Franstalig België. In de zomer liepen de online-inkomsten sterk terug en in december verkocht medeoprichter Patrick Van Waeyenberge zijn aandelen aan 5 euro het stuk.
In mei 2016 meldde Newsmonkey haar 1488 crowdinvesteerders dat hun participatie werd verkocht aan News Invest, een groep investeerders en oprichters van het eerste uur, die zo de meerderheid van de aandelen verwierven. In overeenstemming met de afgesproken volgplicht moesten minderheidsaandeelhouders zoals MyMicroInvest Finance verkopen aan 11 euro per aandeel. Dit uitkopen van crowdfunders zorgde voor veel kritiek in de media. Na de uitkoop nam José Zurstrassen, voorzitter van MyMicroInvest, ontslag als voorzitter van Definitive Groove. De crowdfunders werden met enige vertraging terugbetaald op 1 september 2016. Door 12% werkingskosten bij MyMicroInvest leden ze een verlies ten opzichte van de inzet van 10 euro per aandeel.

### Paul Gheysens
Newsmonkey is, samen met de nieuwswebsite Business AM waarmee het nieuwsartikelen deelt, lid van MediaNation. De groep zit anno 2023 in financieel moeilijk vaarwater.